# Wiewiórczyn (województwo łódzkie)
Wiewiórczyn – wieś w Polsce położona w województwie łódzkim, w powiecie łaskim, w gminie Łask.
W latach 1953–1954 miejscowość była siedzibą gminy Wiewiórczyn. W latach 1975–1998 miejscowość należała administracyjnie do województwa sieradzkiego.
W 1943 Niemcy wprowadzili nazwę okupacyjną Wewjurtschin.